# CCE (entreprise)
Pour les articles homonymes, voir CCE.
Comércio de Componentes Eletrônicos (CCE) est une entreprise brésilienne fabricant de produits électroniques, fondée en 1964 à État de São Paulo.
Seulement en 1971, c'est que la CCE a commencé la fabrication d'équipements complets.
Dans la période 1996 à 2002 au CCE a fabriqué et commercialisé des produits audio (micro-systèmes) du constructeur japonais Aiwa.
CCE a été rachetée par Lenovo en 2012, pour 300 millions de réaux.